# Titanium (bài hát)
"Titanium" là một bài hát của DJ người Pháp David Guetta, với sự góp giọng của nghệ sĩ thu âm người Úc Sia. Được trích từ album phòng thu thứ năm của Guetta, Nothing but the Beat, bài hát được viết bởi Sia, David Guetta, Giorgio Tuinfort và Afrojack. Công việc sản xuất cũng chính Guetta, Tuinfort và Afrojack đảm nhiệm. "Titanium" ban đầu được phát hành dưới dạng tải kỹ thuật số vào ngày 8 tháng 8 năm 2011, là một trong bốn đĩa đơn quảng bá trích từ album. Sau này nó được chính thức phát hành dưới dạng đĩa đơn thứ tư của album vào tháng 12 năm 2011. Trước đó, bài hát có sự tham gia góp giọng của nghệ sĩ thu âm người Mỹ Mary J. Blige. Phiên bản này bị rò rỉ trên mạng vào tháng 7 năm 2011.
"Titanium" là một bản ballad hòa quyện rất đồng đều các thể loại house và urban-dance. Lời bài hát nói về sức mạnh (hay nội lực) bên trong cơ thể con người. Giọng hát của Sia trong "Titanium" đã từng được so sánh giữa giọng của nữ ca sĩ Fergie, còn bài hát từng được so sánh với những bài hát của ban nhạc Coldplay. Bài hát nhận được những lời phê bình tích cực từ các nhà phê bình, những người đã nhận xét bài hát là một trong những ca khúc nổi bật trích từ album Nothing but the Beat. Ca khúc đứng vị trí quán quân tại Brazil, Israel, Scotland và Liên hiệp Anh. Và lọt vào tốp mười tại các quốc gia Úc, Áo, Bỉ, Croatia, Séc, Đan Mạch, Phần Lan, Pháp, Đức, Hungary, Ireland, Ý, Hà Lan, New Zealand, Na Uy, Ba Lan, Romania, Tây Ban Nha, Thụy Điển và Thụy Sĩ. Ở Liên hiệp Anh, bài hát đã đạt được vị trí quán quân, trở thành bài hát đĩa đơn quán quân thứ năm của Guetta và là đĩa đơn đầu tiên của Sia.
Video âm nhạc của ca khúc ra mắt vào ngày 21 tháng 12 năm 2011. Guetta và Sia không xuất hiện trong video. Thay vào đó, video tập trung chủ yếu vào câu chuyện của một cậu bé nhỏ tuổi có năng lực siêu nhiên, do nam diễn viên Ryan Lee thủ vai. Sau vụ thảm sát Trường tiểu học Sandy Hook xảy ra vào tháng 12 cùng năm, bài hát đã bị loại bỏ khỏi các đài phát thanh âm nhạc tại Mỹ vì nội dung liên quan đến súng đạn của nó.

## Bối cảnh

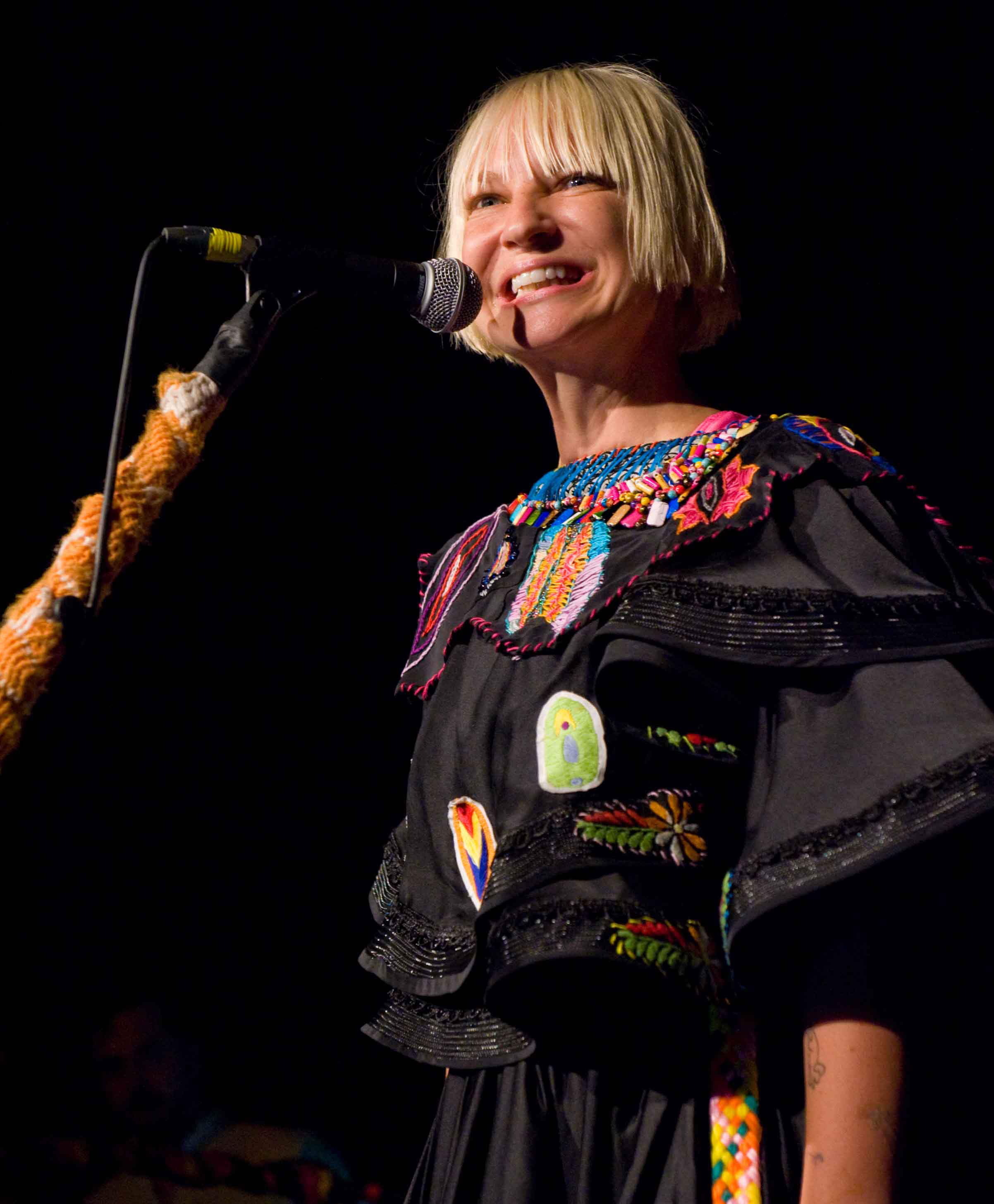
Sia (ảnh năm 2011) đồng sáng tác và trình bày "Titanium"

"Titanium" do Sia, David Guetta, nhà sản xuất thu âm người Hà Lan gốc Suriname Giorgio Tuinfort và nhà sản xuất thu âm người Hà Lan Afrojack viết lời. Guetta, Tuinfort và Afrojack đảm nhiệm phần sản xuất bài hát. Sau khi tìm hiểu kĩ về âm nhạc của Sia, Guetta đã chọn cô là nghệ sĩ góp mặt trong album phòng thu thứ năm của ông, Nothing but the Beat. Guetta tiết lộ lí do ông chọn Sia với một người trong cuộc đến từ Los Angeles:
| “                                                                    | Tôi hoàn toàn ngạc nhiên trước Sia... Điều này làm cho tôi thêm tò mò về việc học hỏi âm nhạc của cô ấy nhiều hơn bởi vì tôi đã thực sự ấn tượng. Tôi đã có những nghệ sĩ tên tuổi lớn nhất trong album của mình. Cô ấy có một tiểu sử sơ lược khác biệt, giống như một thể loại nghệ sĩ độc lập và điều đó làm cho bài hát của cô càng thêm đặc biệt, thậm chí chính bài hát làm cho chính nó tự nổi bật, tôi nghĩ vậy. | ” |
| — David Guetta chia sẻ về thái độ của ông dành cho nữ ca sĩ người Úc | |   |

Bài hát trước đây có sự góp giọng của nữ ca sĩ người Mỹ Mary J. Blige. Phiên bản này đã bị rò rỉ trên mạng vào tháng 7 năm 2011. Trong một buổi phỏng vấn với trang web News.com.au, Guetta đã đề cập đến sự việc, phát biểu:
| “                                                                      | Bạn không nên biết điều này... Tôi cũng không muốn nói về chuyện này nữa. Thực sự rất khó chịu. Nó không nên ở trên mạng mới phải. | ” |
| — Guetta thể hiện thái độ tức giận của ông về vấn đề rò rỉ của bài hát | |   |

Sia sau đó đã thu âm một bản demo của bài hát. Sau khi thu âm, cô đã gửi cho Blige và các nghệ sĩ thu âm khác. Kết quả, Guetta quyết định sử dụng phiên bản của Sia. Ông giải thích:
| “ | Đây là lần đầu tiên tôi được nghe những gì Sia đã làm. Vì cô đã không ở trong phòng thu cùng với tôi, nên tôi đã rất thích nó... Tôi thậm chí không muốn đưa nó cho ai khác, chính nó đã hoàn hảo rồi. Nó lớn mạnh không chỉ do sự lớn mạnh của bạn ở đất nước Mỹ, mà còn do nội dung bài hát và phần giọng. | ” |

Nữ ca sĩ nhạc pop người Mỹ Katy Perry là người đầu tiên được Sia tặng cho ca khúc này, nhưng sau này Perry đã bác bỏ vì nhận thấy thông điệp của nó rất giống với bài hát "Firework" của cô. Một thành viên trong cuộc kể lại với trang Take 40 Australia, "Bài hát 'Titanium', Sia viết nó cho Katy, nhưng [Katy] lại không muốn sáng tác một bài hát với Guetta..." Theo lời quản lý của Sia, Jonathan Daniel, Sia cũng đã định dành tặng bài hát cho nữ ca sĩ nhạc R&B người Mỹ Alicia Keys. Guetta đã từng xem xét về việc tiếp cận với các nữ ca sĩ khác để thu âm bài hát, nhưng Perry lại khuyên Guetta nên giữ Sia lại. Guetta sau đó đã chấp nhận lời gợi ý này. Sia tiết lộ rằng Guetta đã sử dụng giọng hát của cô trong bài hát mà không xin phép trước:
| “ | Sau đó đến lượt Mary J. Blige trình bày bài hát. Sau đó, ông ấy đã tách toàn bộ giọng của Blige ra và sử dụng giọng demo của tôi, mà không hỏi ý kiến và đã cho phát hành bài hát. Tôi chưa bao giờ nghĩ đến việc chuyện này sẽ xảy ra, và tôi thực sự rất buồn. Vì tôi chỉ mới nghỉ việc, tôi đang cố gắng để trở thành một người viết bài hát nhạc pop, không phải là một nghệ sĩ nữa. | ” |

"Titanium" được phát hành dưới định dạng tải kỹ thuật số vào ngày 8 tháng 8 năm 2011, với vai trò là một trong bốn đĩa đơn quảng bá của album.

## Danh sách ca khúc
- EP kĩ thuật số[11]

1. "Titanium" (hợp tác với Sia) [Alesso Remix] – 6:43
2. "Titanium" (hợp tác với Sia) [Nicky Romero Remix] – 5:40
3. "Titanium" (hợp tác với Sia) [Arno Cost Remix] – 7:02
4. "Titanium" (hợp tác với Sia) [Gregori Klosman Remix] – 6:23
5. "Titanium" (hợp tác với Sia) [Extended Version] – 5:12

## Tham gia thực hiện
Phần ê-kíp thực hiện được lấy từ ghi chú trong album Nothing but the Beat.
- Afrojack – sáng tác, sản xuất, phối nhạc
- Sia Furler – hát chính, sáng tác
- David Guetta – sáng tác, sản xuất, phối nhạc
- Giorgio Tuinfort – sáng tác, sản xuất

## Xếp hạng và chứng nhận doanh số
| Bảng xếp hạng (2011–12)                  | Vị trí cao nhất |
| ---------------------------------------- | --------------- |
| Úc (ARIA)                                | 5               |
| Áo (Ö3 Austria Top 40)                   | 3               |
| Bỉ (Ultratop 50 Flanders)                | 10              |
| Bỉ (Ultratop 50 Wallonia)                | 4               |
| Brazil (Billboard Hot Pop Songs)         | 1               |
| Canada (Canadian Hot 100)                | 17              |
| Croatia (Airplay Radio Chart)            | 7               |
| Cộng hòa Séc (Rádio Top 100)             | 5               |
| Đan Mạch (Tracklisten)                   | 3               |
| Phần Lan (Suomen virallinen lista)       | 4               |
| Pháp (SNEP)                              | 3               |
| Đức (GfK)                                | 5               |
| Hungary (Dance Top 40)                   | 7               |
| Hungary (Rádiós Top 40)                  | 25              |
| Ireland (IRMA)                           | 3               |
| Israel (Media Forest)                    | 1               |
| Ý (FIMI)                                 | 3               |
| Hà Lan (Dutch Top 40)                    | 2               |
| New Zealand (Recorded Music NZ)          | 3               |
| Na Uy (VG-lista)                         | 2               |
| Ba Lan (Polish Dance Club Singles Chart) | 5               |
| Romania (Romanian Top 100)               | 7               |
| Scotland (OCC)                           | 1               |
| Slovakia (Rádio Top 100 Oficiálna)       | 13              |
| Tây Ban Nha (PROMUSICAE)                 | 5               |
| Thụy Điển (Sverigetopplistan)            | 3               |
| Thụy Sĩ (Schweizer Hitparade)            | 9               |
| Anh Quốc Dance (OCC)                     | 1               |
| Anh Quốc (OCC)                           | 1               |
| Mỹ (Billboard Hot 100)                   | 7               |
| Mỹ (Billboard Hot Dance Club Songs)      | 6               |
| Mỹ (Billboard Latin Pop Songs)           | 40              |
| Mỹ (Billboard Pop Songs)                 | 25              |

| Quốc gia                 | Chứng nhận (theo doanh số) |
| ------------------------ | -------------------------- |
| Úc (ARIA)                | 4× Bạch kim                |
| Áo (IFPI)                | Bạch kim                   |
| Bỉ (BEA)                 | Vàng                       |
| Đan Mạch (IFPI Đan Mạch) | Bạch kim                   |
| Đức (BVMI)               | Vàng                       |
| Ý (FIMI)                 | 2× Bạch kim                |
| New Zealand (RIANZ)      | 2× Bạch kim                |
| Liên hiệp Anh (BPI)      | Bạc                        |

| Bảng xếp hạng (2011)             | Vị trí |
| -------------------------------- | ------ |
| Australian Singles Chart         | 18     |
| Austrian Singles Chart           | 21     |
| Belgian Singles Chart (Wallonia) | 76     |
| German Singles Chart             | 25     |
| Hà Lan Single Top 100            | 20     |
| Swedish Singles Chart            | 33     |
| Swiss Singles Chart              | 56     |

## Lịch sử phát hành
| Quốc gia      | Ngày                 | Định dạng                |
| ------------- | -------------------- | ------------------------ |
| Áo            | 9 tháng 12 năm 2011  | EP kỹ thuật số           |
| Bỉ            | 9 tháng 12 năm 2011  | EP kỹ thuật số           |
| Phần Lan      | 9 tháng 12 năm 2011  | EP kỹ thuật số           |
| Đức           | 9 tháng 12 năm 2011  | EP kỹ thuật số           |
| Ý             | 9 tháng 12 năm 2011  | EP kỹ thuật số           |
| Hà Lan        | 9 tháng 12 năm 2011  | EP kỹ thuật số           |
| Na Uy         | 9 tháng 12 năm 2011  | EP kỹ thuật số           |
| Thụy Sĩ       | 9 tháng 12 năm 2011  | EP kỹ thuật số           |
| Pháp          | 12 tháng 12 năm 2011 | EP kỹ thuật số           |
| Luxembourg    | 12 tháng 12 năm 2011 | EP kỹ thuật số           |
| New Zealand   | 12 tháng 12 năm 2011 | EP kỹ thuật số           |
| Bồ Đào Nha    | 12 tháng 12 năm 2011 | EP kỹ thuật số           |
| Singapore     | 12 tháng 12 năm 2011 | EP kỹ thuật số           |
| Thụy Điển     | 12 tháng 12 năm 2011 | EP kỹ thuật số           |
| Tây Ban Nha   | 13 tháng 12 năm 2011 | EP kỹ thuật số           |
| Ireland       | 16 tháng 12 năm 2011 | Remix kỹ thuật số        |
| Liên hiệp Anh | 16 tháng 12 năm 2011 | Remix kỹ thuật số        |
| Mỹ            | 24 tháng 4 năm 2012  | Radio hit dương đại      |
| Mỹ            | 24 tháng 4 năm 2012  | Radio rhythmic dương đại |